# قاسم اکسیری‌فرد
قاسم اکسیری‌فرد استادیار سابق دانشگاه صنعتی خواجه نصیرالدین طوسی است. کارگروه صلاحیت عمومی دانشگاه خواجه نصیر به علت نازکی صدای او حکم به رد صلاحیتش برای تدریس داد و پیرو این موضوع هیئت جذب دانشگاه حکم به عدم مقدوریت به تمدید قرارداد را داد. تمامی استادهای گروه نظریه ذرات بنیادی مرکز بین‌المللی مطالعات پیشرفته ایتالیا و ریاست وقت این مؤسسه در پتیشنی شهادت به توانایی اکسیری فرد به تدریس فیزیک در هر دانشگاهی در دنیا می‌دهند و از علی خاکی صدیق ریاست دانشگاه می‌خواهند که به معیارهای علمی شناخته شده جهانی عمل نمایند. برکناری اکسیری‌فرد توسط مطبوعات بین‌المللی گوناگون منجمله خبرگزاری گاردین و الموندو پوشش داده شد.
در پی برکناری اکسیری‌فرد بیش از ۱۷۰ تن از نخبگان، دانش آموختگان و دانشجویان ایرانی از دانشگاه‌های سراسر جهان با امضای نامه ای خطاب به رئیس‌جمهور حسن روحانی، خواستار شفاف سازی روند گزینش‌ها و تصمیم‌گیری‌های مدیریت دانشگاه‌ها در امور استخدامی و ارتقای استادان شدند. اکسیری‌فرد در نامه‌ای به حسن روحانی رئیس‌جمهور، پیشنهادی عملی برای تصحیح روند بررسی صلاحیت عمومی ارایه داد که مورد حمایت ده‌ها استاد دانشگاهی در درون و بیرون ایران قرار گرفته بود.
اکسیری‌فرد رتبه یک در المپیاد فیزیک کشوری ۱۳۷۴ بوده‌است. کارشناسی خود را در دانشگاه صنعتی شریف انجام داده‌است. با کسب رتبه دوم در کنکور کارشناسی و ورود به مرکز تحصیلات تکمیلی در علوم پایه زنجان فوق لیسانس گرفت و دکترای تخصصی خود را در مرکز مطالعات بین‌المللی پیشرفته ایتالیا SISSA انجام داد. تحصیلات او در رشته فیزیک در شاخه نظریهٔ ذرات بنیادی است. پس از بازگشت به ایران چند سال عضو هیئت علمی پژوهشی پژوهشگاه دانشهای بنیادی بوده‌است و پس از شرکت در فراخوان مرکزی جذب اعضای هیئت علمی به دانشگاه خواجه نصیر جذب شد. او عضو بنیاد ملی نخبگان و دارندهٔ گرنت دکتر آشتیانی از بنیاد ملی نخبگان و معاونت علمی ریاست جمهوری است. اکنون نیز عضو اصلی شورای اجرایی شاخه ذرات انجمن فیزیک ایران است.
بعد از به نتیجه نرسیدن تلاش ها برای بازگشت به دانشگاه، در نهایت ایشان از کشور خارج و به کانادا مهاجرت کردند.

## اعتراضات اکسیری‌فرد

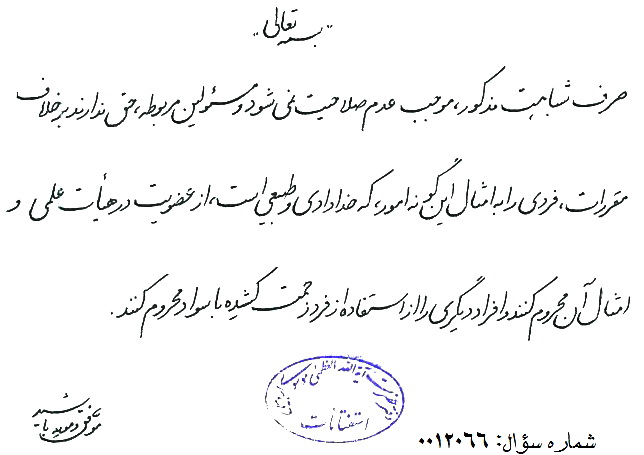
فتوای موسوی اردبیلی در مورد رد صلاحیت عمومی یک استاد بر اساس نزدیکی یا شباهت صدا به جنس مخالف

اکسیری‌فرد در اعتراض به تصمیم دانشگاه مبنی بر رد صلاحیت عمومی‌اش به علت خصوصیتی خدادادی چون رنگ پوست یا تن صدا به مراجع ذی‌ربط از جمله وزارت علوم و قوّه قضائیه شکایت برده‌است. لازم است ذکر شود که موسوی اردبیلی در فتوای خود رد صلاحیت بر اساس خصوصیات خدادادی را غیر اسلامی ارزشیابی نمودند.
ایشان همچنین در مجموع بیش از ۱۴۰۰ ساعت، روبه‌روی  دانشگاه صنعتی خواجه نصیرالدین طوسی، وزارت علوم، تحقیقات و فناوری، مجلس شورای اسلامی و نهاد ریاست جمهوری با پلاکاردی در دست به تحصن ایستادند و در اقدامی عام‌المنفعه به صورت  مجانی به پرسشهای مردم در مورد فیزیک و علم پاسخ دادند. مطبوعات داخلی و خارجی موضوع برکناری ایشان را پوشش دادند. ایشان گفته‌است که اعتراضاتش باعث شده تا واکنش بین‌المللی نیز نسبت به موضوع برکناری او به وجود آید تا جایی از دفتر حقوق بشر قوه قضاییه پیگیر این مسئله شده‌اند. وی برای نمایندگی مجلس شورای اسلامی از جهرم ثبت نام کرد که صلاحیت وی توسط وزارت کشور تأیید شد اما صلاحیت او توسط شورای نگهبان احراز نشد.

## جوابیه دانشگاه خواجه نصیرالدین طوسی
دانشگاه خواجه نصیر پس از اعتراضات وی و رسانه‌ای شدن آنها نسبت به این موضوع واکنش نشان داد. علی خاکی صدیق ریاست دانشگاه خواجه نصیر و دکتر محمدرضا رضوان طلب ریاست دفتر مرکزی جذب اعضای هیئت علمی در وزارت علوم، تحقیقات و فناوری دلیل عدم تمدید قرارداد اکسیری فرد را عدم کیفیت تدریس و رفتار نامناسب با دانشجویان و عدم مهار کلاس توسط اکسیری فرد بیان نمودند. اکسیری‌فرد در جوابیه خود به روزنامه شرق اظهارات علی خاکی صدیق و محمدرضا رضوان طلب را رد نمود و تقاضای بیان دلیل رد صلاحیت عمومی خود را نمود. در بیانیه‌ای دیگری علت قطع همکاری با وی اتمام قرارداد و عدم امتیاز آوری در ارزیابی آموزشی، پژوهشی و اخلاقی، رعایت نکردن شئونات دانشگاه، درخواست نامتعارف برای ارتقاء رتبه به دانشیاری و ایجاد مشکلات حقوقی در این مورد برای دانشگاه و رفتار غیر متعارف در برخورد با مسئله از قبیل مصاحبه با رسانه‌های بیگانه و عدم موافقت دانشکده با تمدید قرارداد او اعلام شد. اکسیری‌فرد با انتشار صورت جلسه شورای آموزشی دانشکده فیزیک بیان کرد که دانشکده با تمدید قرارداد او موافق بوده‌است اما دانشگاه بر خلاف اصول حرفه‌ای بدون ارجاع به یا ارزشیابی فعالیت حرفه‌ای او بر حسب نظر کارگروه صلاحیت عمومی حکم به عدم تمدید قراردادش داده و در جوابیه خود به خبرآنلاین پاسخ دانشگاه را رد نمود و تقاضای انتشار حکم و دلیل رد صلاحیت عمومی خود را نمود. اکسیری‌فرد در مورد اتهام تقاضا به دانشیاری  پاسخ داد که «اولاً تقاضای ارتقا به معنای رفتار غیر حرفه‌ای نیست و ثانیاً من هیچ گاه تقاضای ارتقای به دانشیاری نداشته‌ام. بر اساس ماده هشتم آیین نامه استخدام اعضای هیات علمی مصوب وزارت علوم، تقاضای اعمال ماده چهارم آیین نامه استخدام و به کارگیری نیروی انسانی نخبه را از بدو فعالیت داشته‌ام که برای دانشگاه لازم‌الاجرا است.»

## احکام دادگاه

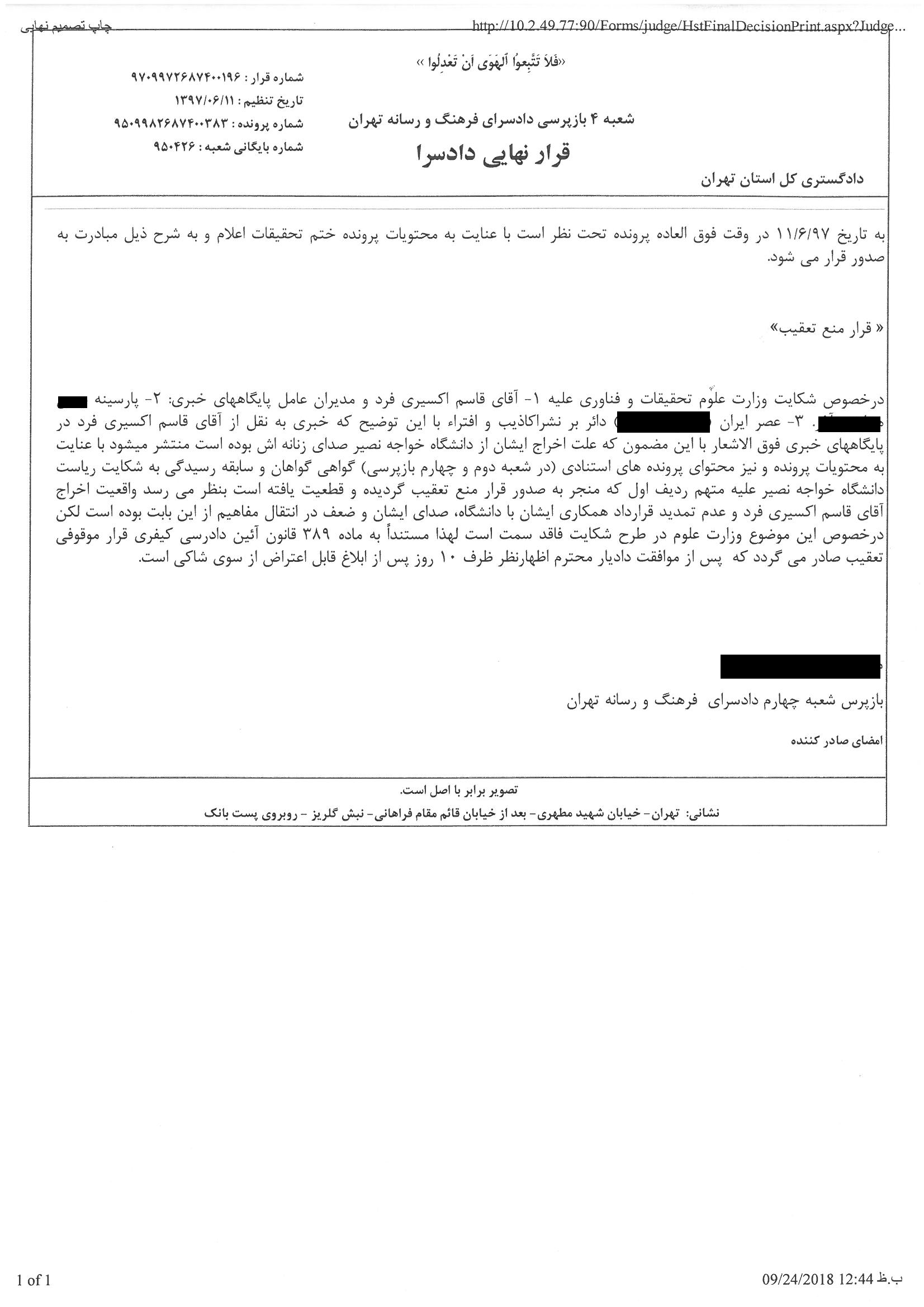
حکم شعبه چهارم دادسرای فرهنگ و رسانه

علی خاکی صدیق ریاست دانشگاه از اکسیری‌فرد به اتهام نشر اکاذیب به قصد تشویش اذهان عمومی به شعبه چهارم دادسرای فرهنگ و رسانه شکایت نمود. این شعبه قرار منع تعقیب اکسیری‌فرد را صادر کرد. علی خاکی صدیق ریاست دانشگاه به این قرار اعتراض نمودند و شعبه ۱۰۶۰ دادگاه کیفری کارکنان دولت به این شکایت رسیدگی نمود و در حکم قطعی اتهام نشر اکاذیب را به اکسیری‌فرد وارد ندانست. 

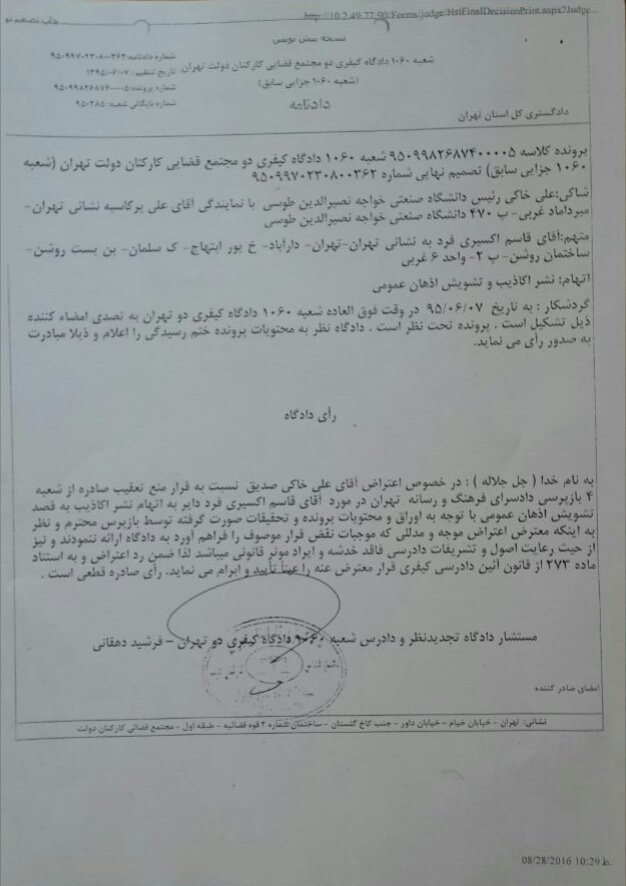
حکم قطعی شعبه ۱۰۶۰ دادگاه کیفری کارکنان دولت مبنی بر وارد نبودن اتهام نشر اکاذیب به قاسم اکسیری‌فرد

خبرگزاری تابناک در خبری با عنوان شکست پروژه پرونده سازی برای استاد دانشگاه حکم قطعی منع تعقیب اکسیری فرد در اتهام نشر اکاذیب را انتشار داد.
پیروی پوشش مطبوعاتی موضوع برکناری اکسیری‌فرد، او به شعبه دوم دادسرای اوین نیز احضار شد. با حضور در دادسرای اوین و ارایه مستندات و دفاعیاتش، قرار منع تعقیب اکسیری فرد صادر و پرونده ایشان در دادسرای اوین مختومه گشت.
شعبه چهارم دادسرای فرهنگ و رسانه شکایت وزارت علوم، تحقیقات و فناوری از اکسیری‌فرد و طیفی از مطبوعات به علت انتشار خبر اخراج استاد دانشگاه به علت صدای زنانه را رد نمود و در حکم نهایی خود به صراحت بیان نمود واقعیت  اخراج اکسیری فرد به علت صدای ایشان بوده است. شعبه ۶۷ دادگاه تجدید نظر استان تهران. با تایید حکم بدوی حکم قطعی به محکومیت کیفری قائم مقام دانشگاه خواجه نصیر بابت انتساب دروغگویی به اکسیری‌‌فرد در روزنامه شرق را صادر نمود. 